# Gisela Wurm

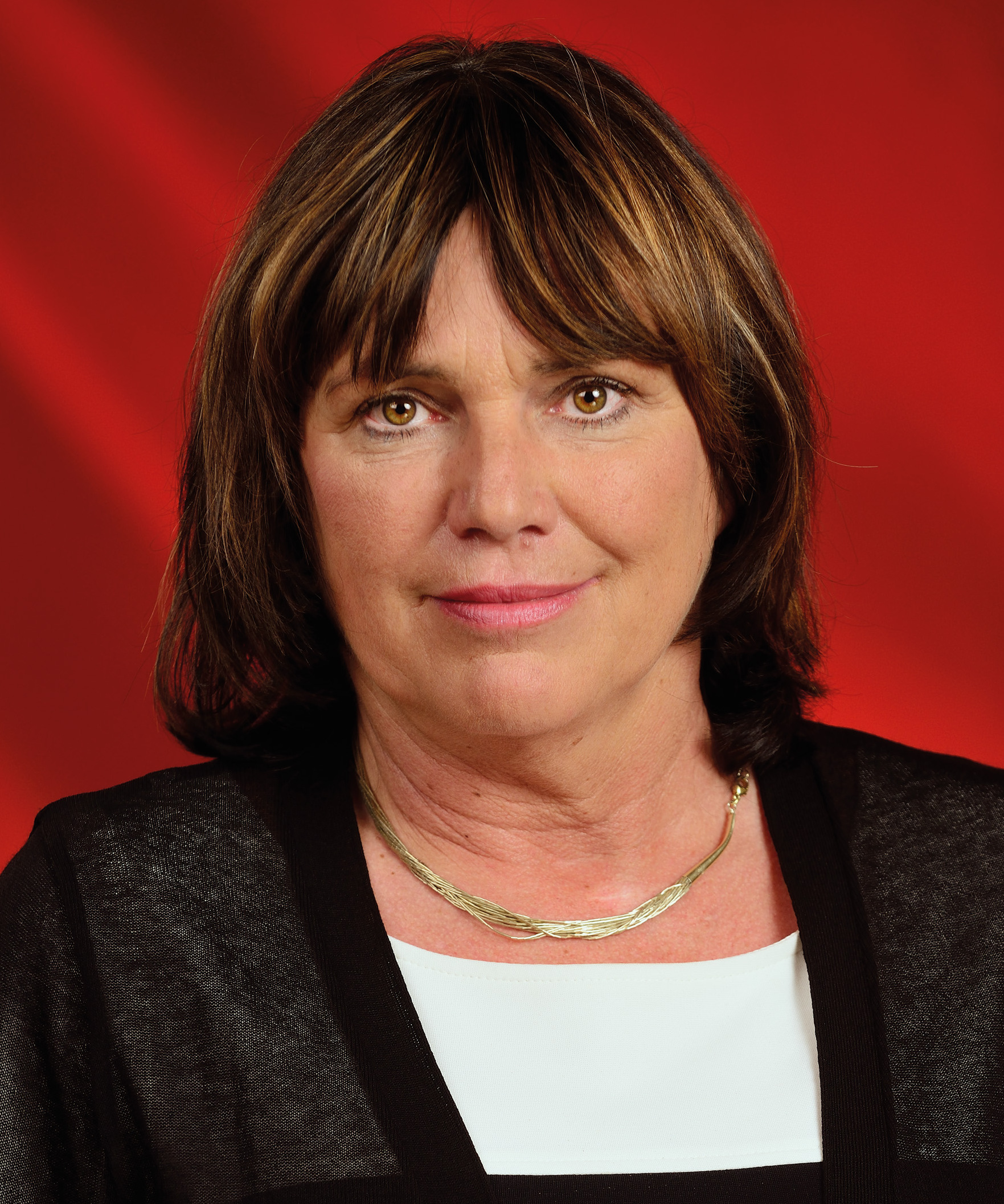
Gisela Wurm

Gisela Wurm (nascida em 31 de julho de 1957, em Wörgl) é uma política austríaca que serviu como membro do Conselho Nacional Austríaco pelo Partido Social-Democrata da Áustria de 1996 a 2017. Em 2005 foi premiada com a condecoração de honra pelos serviços prestados à República da Áustria.